# Adolph Coors
Adolph Herman Joseph Coors, Sr. (geboren Adolph Hermann Josef Kohrs) (Barmen, 4 februari 1847 - Virginia Beach, 5 juni 1929) was een Duits-Amerikaanse bierbrouwer die in 1873 de Adolph Coors Company in Golden, Colorado oprichtte.

## Jonge jaren
Adolph Kohrs werd geboren in Barmen in de Rijnprovincie op 4 februari 1847. Hij was de zoon van Joseph Kohrs (c.1820–1862) en Helena Heim (c.1820–1862). Hij ging op zijn dertiende in de leer bij de boekwinkel Andrea & Co. in het dichtbijgelegen Ruhrort. Zijn moeder stierf op 2 april 1862. Zijn familie verhuisde naar Dortmund, Westfalen. In juli 1862 begon Adolph aan een driejarig leertraject bij een brouwerij van Henry Wenker in Dortmund. Hij moest hiervoor betalen en werkte als boekhouder om de kosten te kunnen dekken. Zijn vader stierf op 24 november 1862. Adolph voltooide zijn leertraject en bleef tot mei 1867 in dienst van Wenker. vervolgens werkte hij bij brouwerijen in Kassel, Berlijn, en Uelzen.
In 1868 kwam hij zonder papieren de Verenigde Staten binnen. Hij voer van Hamburg naar New York op 30 mei 1868. Hij veranderde zijn naam van "Kohrs" naar "Coors". In de lente werkte hij als arbeider en in de zomer als bierbrouwer. In de herfst en winter werkte hij als stoker. In de lente en zomer van 1869 werkte hij als metselaar en steenhouwer. Hij werd voorman van John Stenger's brouwerij, in Naperville, Illinois, op 11 augustus 1869.
Hij nam op 22 januari 1872 ontslag bij Stenger's brouwerij en verhuisde naar Denver, waar hij in april aankwam. In Denver werkte hij een maand als tuinman. op 1 mei 1872 kocht hij een partnerschap in het bottelbedrijf van John Staderman. In datzelfde jaar kocht hij het volledige bedrijf en nam de leiding over.

## Golden Brewery
Op 14 november 1873 kocht Coors samen met Jacob Schueler, een banketbakker uit Denver, het leegstaande pand van de Golden City Tannery. Dit pand werd verbouwd en hernoemd naar Golden Brewery. Vanaf februari 1874 werd hier bier gebrouwen. In 1880 kocht Coors Schueler's aandeel in het bedrijf en werd het hernoemd naar Adolph Coors Golden Brewery. Toen de drooglegging in 1916 begon in Colorado verbouwde hij zijn fabriek om gemoute melk te maken. Ook werden er porselein en keramiek gemaakt van klei uit Golden. De bedrijfstak die porselein maakt is inmiddels afgesplitst en staat nu bekend als CoorsTek.

## Familie

### Directe familie
Op 12 april 1879, trouwde Adolph Coors met Louisa Webber. Adolph en Louisa kregen acht kinderen, van wie er twee vroegtijdig stierven. Louise werd op 2 maart 1880 geboren. Hun tweede kind, Augusta, werd in 1881 geboren. Het derde overlevende kind, Adolph Coors Jr., werd op 12 januari 1884 geboren. Bertha Coors werd op 24 juni 1886 geboren en Grover C. Coors in 1888. Het laatste kind, Herman Frederick Coors, werd op 24 juli 1890 geboren, terwijl de familie op vakantie was in Berlijn.
Alle dochters gingen naar de Wolcott School for Girls in Denver. Louise trouwde met Henry F. Kugeler en Augusta trouwde met Herbert E. Collbran op 5 oktober 1905. Ze verhuisde met haar man naar Korea, waar zijn vader transportadviseur was. Herbert Collbran bekleedde een belangrijke functie bij de Koreaanse spoorwegen. Het is mogelijk dat de opkomst van Coors bier buiten de Verenigde Staten, die begon in Korea in 1908, direct te maken heeft met Collbran.
Adolph Jr., Grover en Herman studeerden allemaal aan Cornell University, waarna ze terugkeerden naar Denver om in het familiebedrijf aan de slag te gaan.  Adolph Jr. trouwde met Alice May Kistler. Grover trouwde met Gertrude. Bertha, die een zeer bedreven ruiter en jager werd, trouwde met Harold S. Munroe op 8 januari 1911. Ze verhuisden naar Mexico waar Harold een goudmijn runde. Herman Coors trouwde met Doreathea Clara Morse op 25 mei 1916, in Tompkins, New York. Later trouwde hij met Janet Ferrin. De twee woonden in Golden, waar Herman in de porseleinfabriek van zijn vader werkte. In 1926 verhuisde hij naar Inglewood, Californië, waar hij zijn eigen porseleinfabriek begon, de H.F. Coors China Company.

### Broer en zus
Adolph Coors had ten minste één zus en een jongere broer, William Kohrs, die in 1849 in Dortmund geboren werd.  William volgde zijn broer in 1870 naar de Verenigde Staten en veranderde zijn achternaam ook naar Coors. Hij woonde in Chicago, waar hij kasten maakte, en kwam rond 1875 naar Golden. Zijn broer bood hem een goede functie aan, die hij tot aan zijn dood bekleedde. William trouwde in 1881 met Mary, de zus van Adolph's vrouw Louisa. Tien jaar later verhuisde hij naar Denver, waar hij de familiebelangen behartigde. William Coors overleed op 30 december 1923.

## Overlijden
Op 5 juni 1929 pleegde Adolph Coors zelfmoord door uit een raam op de zesde verdieping van een hotel te springen.